# 艾斯特鲁普
艾斯特鲁普是德国下萨克森州的一个市镇。总面积24.06平方公里，总人口3321人，其中男性1618人，女性1703人（2011年12月31日），人口密度138人/平方公里。